# Bộ Sinh (生)
Bộ Sinh, bộ thứ 100 có nghĩa là "sống" là 1 trong 23 bộ có 5 nét trong số 214 bộ thủ Khang Hy.
Trong Từ điển Khang Hy có 22 chữ (trong số hơn 40.000) được tìm thấy chứa bộ này.

## Tự hình Bộ Sinh (生)

Giáp cốt văn
Kim văn
Đại triện
Tiểu triện

## Chữ thuộc Bộ Sinh (生)
| Số nét bổ sung | Chữ                      |
| -------------- | ------------------------ |
| 0              | 生/sinh/                 |
| 4              | 甠/tình/                 |
| 5              | 甡/sân/                  |
| 6              | 產/sản/ 産/sản/          |
| 7              | 甤/nhuy/ 甥/sinh/ 甦/tô/ |
| 9              | 甧                       |